# Levanzo
Levanzo (em siciliano: Lèvanzu) é a menor das três principais ilhas Égadi no mar Mediterrâneo a oeste da Sicília, Itália. Faz parte do município (comune) de Favignana na Província de Trapani.
Levanzo tem área de 5,82 km². O ponto mais alto é Pizzo Monaco, que atinge 278 m de altitude. A ilha tem cerca de 450 habitantes. A população centra-se principalmente em redor do pequeno porto, que dá pouco refúgio contra as tormentas.
O nome antigo da ilha era "Phorbantia", que é uma espécie de planta que cresce na ilha.
Levanzo é famosa pela "Grotta do Genovese", com arte rupestre do Neolítico e do Paleolítico.